# Vĩnh Chấp
Vinh Chap (tiếng Việt: Vĩnh Chấp) es una de las 20 comunas del distrito de Vĩnh Linh en Quảng Trị, una provincia del centro-norte de Vietnam. La comuna está comunicada por la Ruta Nacional Nº 1 y el Ferrocarril Norte-Sur, que recorren directamente su territorio.